# Warzen-Teppichhai
Der Warzen-Teppichhai (Sutorectus tentaculatus) ist ein Hai aus der Familie der Teppichhaie (Orectolobidae). Er kommt vor der südwestlichen Küste Australiens vor und erreicht eine Körperlänge von etwa 0,90 Meter.

## Aussehen und Merkmale
Der Warzen-Teppichhai ist ein mittelgroßer, bodenlebender Hai mit einer durchschnittlichen Länge von 0,65 m, die Maximalgröße reicht bis etwa 0,90 m. Er hat einen sehr breiten, abgeflachten Körper, der jedoch im Gegensatz zu anderen Teppichhaien weniger flach und etwas schlanker ausgebildet ist, mit breitem Kopf und einem großen, endständigen Maul. Über den Rücken, die Flanken und die Basis der beiden Rückenflossen ziehen sich mehrere Reihen von warzigen Hautpapillen, die dem Hai seinen Namen gegeben haben.
Die Körperfarbe besteht aus einem Wechsel von breiten, dunkelbraunen Sattelflecken mit ausgefransten Kanten und hellen Zwischenräumen mit dunklen Flecken. Die beiden vergleichsweise niedrigen Rückenflossen liegen sehr weit hinten, wodurch der Beginn der ersten Rückenflosse über den Bauchflossen liegt. Brust- und Bauchflossen sind wie bei anderen Teppichhaien sehr groß und breit ausgebildet.
Am unteren Rand der Oberlippe, unter Nase und Augen, besitzt der Hai vereinzelte und leicht verästelte Hautlappen, die vier bis sechs kleine, isolierte Gruppen mit breiten Zwischenräumen bilden, die Kopfunterseite (Kinnbereich) besitzt keine Hautlappen. An der Nase befinden sich einfache, unverzweigte Barteln. Die Mundöffnung liegt weit vorn am Kopf vor den Augen. Die Tiere haben beiderseits je ein Spritzloch hinter den Augen sowie 5 Kiemenspalten vor dem Ansatz der Brustflossen.

## Lebensweise
Über das Verhalten und die Biologie des Warzen-Teppichhais ist nur sehr wenig bekannt. Er lebt im Bereich von Korallenriffen des Kontinentalschelfs und ernährt sich wahrscheinlich vor allem von bodenlebenden Fischen, Krebsen, Tintenfischen und anderen bodenlebenden Wirbellosen.
Er ist wahrscheinlich wie andere Teppichhaie lebendgebärend, wobei die Junghaie mit einer durchschnittlichen Körperlänge von 20 cm zur Welt kommen. Die Geschlechtsreife erreichen die Tiere bei einer Länge von weniger als 117 cm (kleinstes gefangenes geschlechtsreifes Individuum).

## Verbreitung

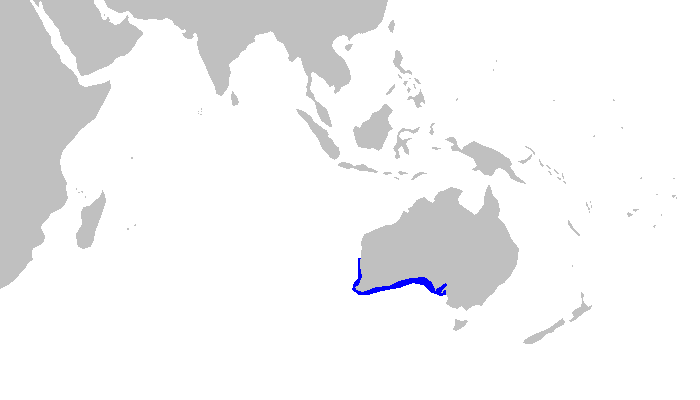
Verbreitung des Warzen-Teppichhais

Der Warzen-Teppichhai kommt vor der südwestlichen Küste Australiens vor. Das bevorzugte Habitat stellen küstennahe Korallenriffe dar.

## Gefährdung
In der von der IUCN veröffentlichten Roten Liste der gefährdeten Arten wird der Warzen-Teppichhai mit nicht gefährdet („Least Concern“) ausgewiesen.